# Поленц, Вильгельм фон
Вильгельм фон Поленц (нем. Wilhelm von Polenz; 14 января 1861, Оберкуневальде, — 13 ноября 1903, Баутцен) — германский писатель
-романист, поэт, драматург, эссеист; брат Герты фон Поленц. В литературе придерживался направления натурализма.

## Биография
Происходил из старинной саксонской дворянской семьи. В 1882 году окончил гимназию в Дрездене, затем поступил на военную службу. Затем по желанию отца изучал историю и юриспруденцию в университетах Бреслау, Берлина и Лейпцига, хотя не был расположен к учёбе и больше интересовался литературой и музыкой. С 1887 года жил в Берлине и состоял на государственной службе. Был членом ряда интеллектуальных обществ. С 1894 года, когда умер его отец, управлял семейным имением. В 1902 году совершил поездку в США. Скончался в больнице Баутцена от рака в 42-летнем возрасте.
Поленц имел репутацию уважаемого писателя, согласно ЭСБЕ, «как изобразитель современной германской действительности, с эпическим характером изложения, значительной долей беспристрастия и близким знакомством с изображаемой средой». Темой многих его произведений была провинциальная жизнь; последние годы жизни он проводил преимущественно в своём поместье и в иных отношениях был даже типичным прусским «аграрием». Первый роман его авторства, «Die Sühne», вышел в свет в 1890 году, однако известность к нему пришла после романа «Der Pfarrer von Breitendorf» («Сельский священник», 1893), где изображалась борьба деревенского священника, одушевлённого наилучшими намерениями, с формалистами и лицемерами, не понимающими его стремлений. В следующем своём произведении, «Der Büttnerbauer» («Крестьянин», 1895), Поленц дал яркую и правдивую картину сельской жизни, сделав своим героем крестьянина, живущего и думающего по-старому, не мирящегося с новыми условиями жизни и хозяйства. Роман этот заслужил одобрение Льва Николаевича Толстого (при этом сам Поленц состоял с ним в переписке и считал Толстого, наряду с Эмилем Золя, одним из главных своих учителей), написавшего предисловие к русскому переводу это романа 1902 года, после чего с творчеством Поленца начала знакомиться и русская публика. В этом романе, однако, Поленц выступил как ярый антисемит (изображённый им крестьянин должен большую сумму денег еврею). В романе «Der Grabenhäger» («Могильщик», 1897) Поленц изобразил дворянский, помещичий быт; в этом произведении отразились некоторые сословные симпатии и антипатии автора. Эти три романа составляют своеобразную трилогию о разрушении патриархального быта в период индустриализации страны.
В двух последующих романах, «Thekla Lüdekind» (1900) и «Liebe ist ewig» («Любовь вечна», 1900), Поленц затронул городской быт и, вместе с тем, коснулся женского вопроса, не выступая в роли убеждённого и энергичного «феминиста», но всё же относясь с интересом и сочувствием к своим героиням и их запросам. Литературный мир, с его отрицательными явлениями, был изображён писателем в его большом романе «Wurzellocker» («Беспочвенники», 1902). В 1905 году, уже после смерти Поленца, был выпущен его роман «Gliuckliche Menschen», в котором автор от изображения городской жизни снова перешёл к характеристике провинциального быта.
Кроме романов, Поленц писал также рассказы, выходившие отдельными сборниками: «Karline» (1894), «Reinheit» (1896), «Luginsland» (сборник рассказов из деревенской жизни, 1901; на русский язык переведён в 1910 году под заглавием «Деревенские рассказы»); в последнем произведении реалистично показана тяжёлая жизнь батраков и безземельных крестьян. В 1904 году вышли отдельной книгой стихотворения Поленца, не собранные им при жизни, — под общим заглавием «Erntezeit» («Пора урожая»). Ему принадлежат также 4 пьесы: «Heinrich von Kleist», «Preussische Männer», «Andreas Bockholdt», «Junker und Fröhner» (деревенская трагедия из эпохи XIII века; 1901). Ему также принадлежит книга «Das Land der Zukunft» («Страна будущего») — впечатления, вынесенные им из его путешествия по Америке в 1902 году, оформленные в виде социально-критических эссе (вышла в 1903 году, в 1904 году была переведена на русский язык); эта книга, в которой писатель подверг критике общественный строй США, вызвала острую полемику и в Германии, и в Америке.